# Gisela Arendt
Gisela Arendt, född 5 november 1918 i Berlin, död 18 februari 1969 i Bonn, var en tysk simmare.
Arendt blev olympisk bronsmedaljör på 100 meter frisim vid sommarspelen 1936 i Berlin.